# Municipio de Newbury (Dakota del Norte)
El municipio de Newbury (en inglés, Newbury Township) es un municipio del condado de Stutsman, Dakota del Norte, Estados Unidos. Tiene una población estimada, a mediados de 2021, de 39 habitantes.
Abarca una zona exclusivamente rural.

## Geografía
Está ubicado en las coordenadas 46°45′26″N 99°25′23″O / 46.75722, -99.42306 (46.757307, -99.422935). Según la Oficina del Censo de los Estados Unidos, tiene una superficie total de 93.69 km², de la cual 89.87 km² corresponden a tierra firme y 3.82 km² son agua.

## Demografía
Según el censo de 2020, en ese momento había 42 personas residiendo en la zona. La densidad de población era de 0.47 hab./km². La totalidad de los habitantes eran blancos. No había hispanos o latinos viviendo en la región.